# VX
VX är en kemisk förening med formeln C11H26NO2PS. Ämnet är en mycket dödlig nervgas och var den första nervgasen i V-serien att framställas av brittiska forskare under 1950-talet. Gasen blev sedan en del av stormakternas arsenaler under det kalla kriget. Numera har många mindre stater lager av VX och andra gaser som ett billigare alternativ till kärnvapen. VX verkar på samma sätt som sarin men är kraftfullare och svårare att framställa.
Vid en inandad dödlig dos, vilket består av några 10-tal milligram, inträffar döden inom 15 minuter.
V-serien består av VE-, VG-, VM- och VX-gas, men det finns inte mycket information angående de andra medlemmarna i V-serien. Man vet däremot att V-serien är runt tio gånger giftigare än saringas.
I filmen The Rock stjäl den fiktiva personen General Francis X. Hummel och hans grupp VX-gas och hotar att skjuta ut raketer till San Francisco och utrota invånarna om inte regeringen överför 100 miljoner dollar till hans konto. Antagligen var det också det gift som användes för att döda Kim Jong-nam, Kim Jong-uns halvbror på en flygplats i Malaysia.